# Angulogerininae
Angulogerininae es una subfamilia de foraminíferos bentónicos de la familia Uvigerinidae, de la superfamilia Buliminoidea, del suborden Buliminina y del orden Buliminida. Su rango cronoestratigráfico abarca desde el Paleoceno hasta la actualidad.

## Discusión
Clasificaciones previas incluían Angulogerininae en el suborden Rotaliina y/u orden Rotaliida.

## Clasificación
Angulogerininae incluye a los siguientes géneros:
- Angulogerina
- Dymia †
- Kolesnikovella †
- Trifarina

Otro género considerado en Angulogerininae es:
- Candela †, aceptado como Dymia